# John Jairo Moreno Torres
John Jairo Moreno Torres (Bogotá, 1979-1998) fue un pandillero, psicópata y asesino en serie colombiano. Fue conocido en su momento como «Johnny el Leproso». Cometió los asesinatos entre 1997 y 1998.
Murió en la cárcel La Modelo de Bogotá a los 19 años, después de ser golpeado, apuñalado y baleado.
Esta historia puede llegar a pensarse que fue un mito ya que no quedó registro fotográfico del anterior mencionado

## Biografía
John Jairo Moreno Torres nació en la ciudad de Bogotá, Colombia. Vivió y creció en medio de una familia disfuncional con problemas económicos. Desde temprana edad sufrió una quemadura en su pierna, marca que con el tiempo le valió para ser conocido como «Johnny el Leproso». Con el transcurrir de los años abandonó el colegio y a los 13 años lideró a una pandilla que operaba en las localidades de Fontibón y Kennedy en la década de 1990, en su momento, fue una de las bandas más temidas de Bogotá. Se le relacionó con varios asesinatos y violaciones sexuales que ocurrieron en diversos barrios.
Como líder de la banda, asesinó a varias personas mediante el uso de armas de fuego, navajas y machetes. El grupo se extendió y se asentó en varios territorios de la ciudad, con esto, desplazó a otras organizaciones delincuenciales y monopolizó el microtráfico de drogas. En vista de todos los sucesos, las autoridades colombianas investigaron a fondo y establecieron estrategias para capturar a los miembros de la banda. La policía rastreó el lugar donde residía la compañera sentimental de Moreno Torres, esperando a que llegara al sitio, una vez identificado, las autoridades lo capturaron de manera inmediata.
Finalmente fue recluido en la cárcel La Modelo de Bogotá, donde fue asesinado. Se cree que varios internos lo mataron con un arma de fuego al dispararle en 12 oportunidades. Otras versiones apuntan a que además de ser baleado, también fue golpeado y apuñalado por medio de objetos fuertes y cortopunzantes.

## Crímenes
Moreno Torres fue relacionado por la muerte de 4 personas, aunque se cree que perpetró entre 10 y 20 asesinatos.
Todas las muertes fueron violentas y se ejecutaron con vehemencia. Una de las víctimas de nombre Omar Cepeda Rendón fue ejecutada con arma de fuego, posteriormente desmembrada e incinerada y cuyos restos fueron esparcidos por una calle de la localidad de Kennedy.